# Solanum cataphractum
Solanum cataphractum är en potatisväxtart som beskrevs av Allan Cunningham och George Bentham. Solanum cataphractum ingår i släktet skattor som ingår i familjen potatisväxter. Inga underarter finns listade i Catalogue of Life.